# ちしゃなます
ちしゃなますは山口県の郷土料理。ちしゃ（レタス）を酢味噌やゴマで和えた料理である。
下関市の伝統野菜である「かきちしゃ」（カッティングレタス）は、かつては各家庭で自家栽培されていた。そのかきちしゃをちぎって、酢味噌やごまなどで和えた料理である。かきちしゃをもむようにあえることからちしゃもみとも呼ばれる。焼き魚をほぐしたものや、ちりめんじゃこを加えることも多い。
家庭料理として親しまれているが、近年はかきちしゃを家庭で栽培することも減り、市販のサニーレタスやグリーンレタスで代用されることも多い。また、春菊で代用することもある。
関ヶ原の戦いによって困窮した萩藩士が考案されたとされる。